# Liste der Teilnehmer des Verfassungskonvents auf Herrenchiemsee
Der Verfassungskonvent auf Herrenchiemsee (1948) sollte nach dem Willen der Ministerpräsidenten der Länder ausschließlich mit sachverständigen Beamten besetzt werden und, um der Arbeitsfähigkeit willen, klein bleiben.
Die elf Länder der Westzone schickten je einen Bevollmächtigten. Als Gast hatte man Otto Suhr aus Berlin eingeladen. Weiterhin waren 14 Mitarbeiter und einige Sachverständige beteiligt. Insgesamt war damit ein Großteil der politischen Prominenz jener Zeit und ein beträchtliches Potential an administrativem Sachverstand vertreten. Sechs Teilnehmer waren später auch Mitglieder des Parlamentarischen Rates.

## Teilnehmer

### Vorsitzender
Zum Vorsitzenden des Verfassungskonvents wurde Anton Pfeiffer, Leiter der Bayerischen Staatskanzlei gewählt.

### Bevollmächtigte der Länder
- Baden: Paul Zürcher, Mitgründer der BCSV, Präsident des Badischen Staatsgerichtshofs
- Bayern: Josef Schwalber, CSU, Staatssekretär im Innenministerium
- Bremen: Theodor Spitta, BDV, 2. Bürgermeister und Justizsenator
- Hamburg: Wilhelm Drexelius, SPD, Senatssyndikus (Staatssekretär) in Rechtsamt
- Hessen: Hermann Brill, SPD, Staatssekretär (Chef) der Staatskanzlei
- Niedersachsen: Justus Danckwerts, Ministerialrat der Staatskanzlei
- Nordrhein-Westfalen: Theodor Kordt, Professor für Völkerrecht und Diplomatie in Bonn
- Rheinland-Pfalz: Adolf Süsterhenn, CDU, Justiz- und Kulturminister
- Schleswig-Holstein: Fritz Baade, SPD, Direktor des Instituts für Weltwirtschaft an der Universität Kiel
- Württemberg-Baden: Josef Beyerle, CDU, Justizminister
- Württemberg-Hohenzollern: Carlo Schmid, SPD, stellvertretender Ministerpräsident und Justizminister

### Nicht-stimmberechtigte Ländervertreter
- Berlin: Otto Suhr, SPD, Vorsitzender der Stadtverordnetenversammlung

### Mitarbeiter der stimmberechtigten Bevollmächtigten
- Baden: Theodor Maunz, Hermann Fecht
- Bayern: Ottmar Kollmann, Claus Leusser
- Bremen: Gerhart Feine
- Hamburg: Johannes Praß
- Hessen: Karl Kanka
- Niedersachsen: Ulrich Jäger
- Nordrhein-Westfalen: Hans Berger
- Rheinland-Pfalz: Bernhard Hülsmann, Klaus-Berto von Doemming
- Schleswig-Holstein: Friedrich Edding
- Württemberg-Baden: Otto Küster, Kurt Held
- Württemberg-Hohenzollern: Gustav von Schmoller

### Juristische Sachverständige
- Hans Nawiasky (Professor der Rechtswissenschaft in St. Gallen und München)
- Otto Barbarino (Ministerialrat im Bayerischen Finanzministerium)
- Herbert Fischer-Menshausen (Hauptreferent für Finanzen beim Länderrat der Bizone)
- Richard Ringelmann (Ministerialdirektor im bayerischen Finanzministerium)
- Hans Storck (Finanzdezernent im deutschen Städtetag)